# Лејквеј (Тексас)
Лејквеј (енгл. Lakeway) град је у америчкој савезној држави Тексас. По попису становништва из 2010. у њему је живело 11.391 становника.

## Демографија
Према попису становништва из 2010. у граду је живело 11.391 становника, што је 3.389 (42,4%) становника више него 2000. године.
| Група             | 2000.         | 2010.         |
| Белци             | 7.469 (93,3%) | 9.883 (86,8%) |
| Афроамериканци    | 64 (0,8%)     | 111 (1,0%)    |
| Азијати           | 69 (0,9%)     | 368 (3,2%)    |
| Хиспаноамериканци | 337 (4,2%)    | 836 (7,3%)    |
| Укупно            | 8.002         | 11.391        |